# 性取向
性取向（英語：sexual orientation），或稱性傾向，是指人們認為異性、同性或兩性具有浪漫或性吸引力的恆久特定模式。通常，性取向可分為異性戀、同性戀、雙性戀三類，而無性戀（認為兩性均無性吸引力）則有時被視作性取向的第四類別。
此外在考慮性向认同及語意的情況下，上述分類還可再作延伸。人們會用到其他標籤來形容自己的性取向，譬如泛性戀、多性戀、「沒有標籤能代表自身」。美国心理学会表示，性取向也指「一種身份意識，一種基於這些吸引力、相關行為、及身為這些相關社群一員而形成的身份意識」。在行为科学中，研究者為了抵制性別二元的概念，也會用到戀男向與戀女向去形容特定的性取向。戀男向是指認為男性的氣質具有性吸引力；戀女向則指認為女性的气质具有性吸引力。性偏好一詞的定義範圍跟性取向有著很大重疊，不過在心理學研究上兩者一般不會視作同義。自我認定為雙性戀者的人可能會認為某種性別較具吸引力。性偏好一詞可能在喑指性取向是一種自願的選擇——這跟科學共識相違。
目前科學界尚未就性取向的形成原因找到確切答案，不過他們相信其形成受到基因、激素和環境等因素的影響。 儘管目前沒有一套有關性取向成因的理論得到科學界廣泛支持，但他們仍偏向支持有生物性基礎的理論。與社會性因子相比，生物性因子得到更多的證據支持，對於男性的情況而言更是如此。目前沒有實質性證據表明早期童年經歷或撫養方式能影響一個人的性取向。不論文化背景如何，社會上大多數人都是異性戀者，少數人則具有同性戀或雙性戀取向:8:9-10。性取向是個連續體，人們可處於絕對異性戀到絕對同性戀之間的任何一點。
性取向是生物学、神经科学、心理学、性學的研究重心之一，但社会学、歷史學（包括從社会建构主义角度出發的研究）、法學也會把其列為研究對象。

## 定義和相關概念

### 概論
性取向在傳統上可分為異性戀、同性戀、雙性戀三類，而一些研究者把無性戀（認為兩性均無性吸引力，或只有少量性吸引力）視作性取向的第四類別。它可能會被視為缺乏性取向。研究者之間尚對「無性戀是否一種性取向」這道問題存有爭議。
大多數有關性取向的定義都會考慮人的心理狀態，比如某人在情慾上的偏向；該些定義亦可能會考慮行為狀態，比如聚焦於性伴侶的性別。一些人偏向於將其視為人們的自我定義或身份认同。科學界和專業界別把它理解為「使成人性取向得以形成的核心吸引力，其通常會在童年中期至青少年早期期間顯現」。性取向与性认同不同——前者會考慮到與他人的關係，後者則是一種自我概念。
美国心理学会表示：「性取向是指一個人對異性、同性或兩性產生的持久情感，喜愛、愛情或性吸引的現象。世界各地的文化都描述過這些不同的性傾向。許多文化都使用特定的詞彙去標籤這些性傾向。在美國，最常見的標籤是lesbians女同性戀者（被女性吸引的女性），gay men男同性戀者（被男性吸引的男性）及bisexual people雙性戀者（被兩性吸引的男性或女性）。然而，在日常生活中，有些人也可能使用不同的標籤，或者根本不用任何標籤」。他們進一步表示性取向「和性別是不同的概念，性別包括生理性別（與男性或女性相關的生理及遺傳特徵），性別認同（認同自己身為男性或女性的心理意識），及社會性別角色（界定女性和男性行為的文化規範）」 。
性認同和性行为跟性取向有着密切关系，但它們不能混為一談。性認同指的是一種自我概念；性行为指的是人們所從事的行為；性取向指的是「幻想、眷恋、渴望」。人們可能會，亦可能不會以行為表達自身的性取向。具有非異性戀取向的人可能不會在身份認同上表達這種取向——這種情況有時會被稱為「躲在櫃裏」。不過此一用語亦可能表達了某種特定的文化背景，或社會正處於過渡期——當中人們正逐步處理跟性少數融入社會有關的議題。科學家在研究被性吸引的對象、行為、認同是否匹配時，一般都會以一致或不一致這些用語去形容某種狀態。因此，若某名女性認為其他女性具有性吸引力，但卻自我認定為異性戀者，並只與男性發生性關係，那麼就可形容她的性取向跟性認同及行為不一致。
性認同亦可形容人們對於自身性別的感知。性偏好一詞的意思類近於性取向，而且人們經常將兩者交替使用，但美国心理学会表示「性偏好」一詞喑示了其是一種自願選擇。美国心理学会的男同性戀者與女同性戀者相關事宜委员会（Committee on Gay and Lesbian Concerns）把此一用語放在「提倡異性戀偏見」的用語列表當中。以性取向一詞取代性偏好的做法可追溯到性學家約翰·曼尼，他同時認為有關吸引力不一定是自願選擇的。

### 戀男向、戀女向等用語
在行為科學上，研究者會用到戀男向和戀女向這兩個用語，以之形容某種性取向，並取代異性戀和同性戀等概念。它們用於在不考慮主體的性別指定或性別認同的情況下，識別主體認為有吸引力的客體。其他相關用語有多性戀、泛性戀——它們都不會考慮主體的性別指定或性別認同。人們亦可能用到酷兒、「pansensual」、多角忠貞（polyfidelity）、「ambisexual」等用語、抑或像「byke」、「biphilic」般的自定義身份。

在描述非西方文化者、雙性人、跨性別者時，使用戀男向和戀女向等用語可避免困惑和冒犯。精神病学家阿尼尔·阿格劳尔對此解釋道：
……需要克服在確定跨性別男性和跨性別女性的性取向時所面對的挑戰。比方說，很难去确定認為男性具有吸引力的跨性別男性是女異性戀者，還是男同性戀者；或認為女性具有吸引力的跨性別女性是男異性戀者，還是女同性戀者。分類者在嘗試把他們分門別類時，可能會感到困惑，甚至冒犯到當事人。因此在這種情況下，最好不要聚焦於主體的性別，反應聚焦於其認為有吸引力的客體。
性學家米爾頓·戴蒙德寫道：「異性戀、雙性戀、同性戀這些用語最好不要當作名詞使用，反應把它們視作形容詞；此外，最好不把它們套用在人上，反應套用在行為上。这种用法在探讨变性人或双性人的伴侣时特别有用。與以往的那些用語相比，社會也沒有為這些新用語賦予特定價值」。
一些研究者提倡以這些用語去避免西方性文化的偏見。社會學家约翰娜·施密特（Johanna Schmidt）在探討萨摩亚的Fa'afafine人口時寫道，在承認第三性別的文化中，像「同性戀變性人」（homosexual transsexual）般的字詞並不能夠配上當地分類。
一些非裔美国人會採用「同社會性別戀」（Same gender loving）這個字詞去表示文化肯定的同性戀認同。
像布鲁斯·巴基米尔般的研究者批評為跨性別者打上同性戀或異性戀標籖的做法，他寫道：「......在這些用法中，『异性恋』或『同性恋』取向的参考点仅仅是重新指定前的遺傳性別（比如Blanchard et al. 1987, Coleman and Bockting, 1988, Blanchard, 1989）。因此，这些標籖忽視了性別認同高於生理性別的正確權重，並優先考慮生理性別」。巴基米尔繼表示，這種用法使得人們更易宣稱變性者實為男同性戀者，以此逃避有關污名。
研究者亦提出了認為具有女性性別表達的出生男性擁有性吸引力的用語，比方說戀跨性別女性癖（gynandromorphophilia/gynandromorphophilic）。

### 性別、跨性別、順性別、一致性

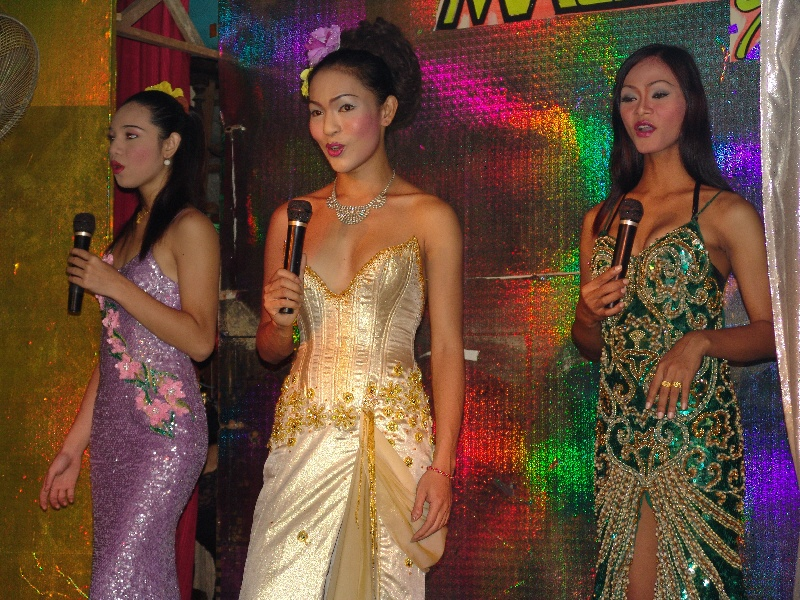
泰國的變性人

早期就性取向進行書寫的著者一般會把之跟性別掛勾。比方說，他們會假定若身體為女性者認為其他身為女性者具吸引力，那麼前者就一定具男性氣質，反之亦然。很多19世紀中至20世紀早葉的理論家都這樣認為——這包括卡尔·亨利希·乌尔利克斯、理查德·克拉夫特·埃賓、马格努斯·赫希菲尔德、哈维洛克·艾利斯、卡尔·荣格、西格蒙德·弗洛伊德。不過此一理解在當時就已經備受爭議。到了20世紀下半葉，研究者開始視性別認同為一種跟性取向不同的現象。跨性別和順性別者可能認為男性具吸引力，亦可能會認為女性具吸引力，此外也有人認為兩者皆具吸引力，不過兩個群組的性取向人口比例有著不少差異。同性戀者、雙性戀者、異性戀者可能會偏向男性性格、女性性格，抑或具有雙性性格。當今很多同性戀者及他們的支持者將「性別常規異性戀者」及「非性別常規同性戀者」視為負面的刻板印象。不過J.迈克尔·贝利和肯尼斯·舒格的硏究顯示，很多男同性戀者和女同性戀者样本於童年時經歷過某種程度的性別不確定。
当今的跨性别者会按着性别认同去认定自身的性取向：只認為女性擁有吸引力的跨性別女性會認定為女同性戀者。只認為女性擁有吸引力的跨性別男性會認定為異性戀者。
性取向的分類會在考慮到非二元性別（双性人、跨性別、第三性別等等）時變得複雜起來。社会学家保拉·罗德里格斯·拉斯特（2000）認為性取向的定義應考慮到更多面向：
……很多性的替代模型……將生理性別或社會性別簡單二分，並以此定義性取向……大多数理论家仍想繼續於當中論及性別或社會性別，並主張將更複雜的非二元性別或社會性別概念，更複雜的性別、社會性別與性行為之間的關係，和/或更多的非性別維度納入模型當中。
 — 保拉·罗德里格斯·拉斯特

### 取向以外的關係
同性戀者可能為了各種各樣的原因，而跟異性發生性關係，比如想建立傳統家庭、擔心受到歧視和宗教放逐。一些LGBT人士會對其配偶隱瞞自身的性取向；而另一些人則在維持一段美好的異性婚姻的同時，發展出積極的同性戀認同。向异性配偶和子女出櫃可能会带来一些沒異性配偶或子女者不會面對的挑戰。

### 流動性
性取向與性向认同在很多時候不會加以區分，而這點可以影響研究者能否準確評估當事人的性向認同，以及性取向能否改變；性向認同可以在人的一生中出現變化，而其可符合，亦可不符合當事人的生物性別、性行為、實際的性取向。性取向則為恆定的，絕大多數人的性取向不會出現任何變化 。不過仍有研究顯示一些人的性取向確會出現改變，女性比男性更容易出現這種情況。美國心理學會把性取向（認為特定性別具有恆久的吸引力）和性向認同（在某人一生中可出現變化）區分開來。

## 形成原因
人們發展出某種特定性取向的實際原因尚是不明。迄今為止，已有很多研究去確定基因、激素活動、發育動力、社會文化會否影響人的性取向——这让很多研究者认为生物和环境因子在其形成過程中扮演了相當複雜的角色。同性戀在過去一度認為是因心理發展不健全所致——比如過去不少人認為童年的性虐待經驗會使人發展出同性戀取向。此一說法主要建基於偏見和錯誤資訊之上。

### 生物學
目前研究已发现好幾種生物性因子可能跟性取向的發展有關——這包括基因、產前激素、腦部結構。硏究者尚未發現性取向形成的主因；他們亦不斷進行大大小小的研究，以望為這道問題找到答案。
儘管大多研究者相信性取向的形成並不只取決於單一因子，而是基因、激素、環境的共同作用所促成，但他們仍偏向支持有生物性基礎（比如基因、宮內環境）的理論。與社會性因子相比，生物性因子得到更多的證據支持，對於男性的情況而言更是如此。科學家並不認為它是一種選擇，他們有一些甚至認為性取向在受孕時便已成定局。目前的科学调查大多都聚焦於在生物層面上找出特定性取向的成因。科学研究已發现同性恋者與異性恋者的生物结構有着不少统計上的差異。

#### 基因
基因可能跟性取向的發展有關。儘管2001年的一项雙生子研究顯示，基因並不是性取向的主要成因，但另一項於2010年發表的雙生子研究則顯示，同性戀取向的形成跟基因和環境兩者有關。不過現存雙生子研究的設計使得研究者難以對結果下一個準確的解釋。
2012年，几个独立研究小组為男性性取向進行了一项大型而又全面的全基因组关联分析。結果發現同性戀跟染色體Xq28和8號染色體近着丝点上的基因有着顯著关系。著者們總結道：「我們的研究結果如同前人的般，同樣顯示這些區域的遺傳變異在男性性取向這一重要心理特徵的發展上，扮演着一定角色」。它是迄今為止最大型的同性戀基因關聯研究。

#### 激素
激素理論認為，激素會影響胎兒長大成人後的性取向，其機制就像接触某些激素會影響胎兒的性別分化般。其支持者可分為兩大派——一派認為人在胎內接觸的激素為其日後形成某種性取向的主因，另一派則認為它需跟基因、環境社會條件配合，才能使人顯現出某種特定性取向。
在大多情況下，人類女性會擁有兩條X染色體，男性則擁有X/Y染色體各一條。人類胎兒預設向女性方向發展，而Y染色體則會誘導胎兒向男性方向發展。此一分化過程主要由像睾酮和双氢睾酮般的雄激素所主導。於胎儿体内形成的睾丸會分泌雄激素，進一步推動性別分化；此一過程亦會影響胎兒的腦部發展。整個過程最終使得男女在身體構造上存有差異。一些科學家會以各種方式控制哺乳類動物在胎內或早年時所接觸的雄激素總量，藉此研究雄激素對實驗動物的影響。

#### 出生順序
大量研究表明，男性發展出同性戀傾向的可能性跟親兄的數量成正比，此一現象稱為「出生順序」效應。科学家们把产前生物机制視為此一現象的成因。他們更把探討焦點落在「对男性胎儿的母体免疫反应」上，因为这种效應只存於有親兄的男性當中。这个稱為「母体免疫假说」的过程會在男性胎兒的細胞進入母體血液循環時開始。該些細胞攜有Y蛋白（Y-proteins），該些蛋白質在胎兒的腦部男性化当中扮演着一定角色。母體的免疫系統會產生對抗Y蛋白的抗體。該些抗體及後會向男性胎兒釋出，令其男性化過程受干扰。最終使得腦部中負責性取向的區域向「預設」方向（女性）發展，繼令受影響的男性更偏好於男性。研究者在2017年發現了支持此一假說的生物化學證據——與兒子為異性戀者的母親相比，兒子為同性戀者的母親具有顯著較高水平的NLGN4Y（Y蛋白），此一情況在生下了多名兒子的母親當中尤其突出。
在連續懷上男嬰的情況下，此一效應會變得更為顯著。這會使下一個兒子是同性戀的機會增加38-48%。不過，這並不意味着在產下幾個男嬰後，再產下的男嬰很大機會是同性戀。反之，在產下首胎時，日後產下男同性戀者的機會會增加至2%，第二胎為4%，第三胎則為6%，如此類推。 科学家估计，15%至29%的男同性恋個案可以歸因於此一效應，但这个数字可能更高，因为他們的母親可能曾在之前流產，或曾經終止懷孕——這些都可能使得其母親接觸過跟Y蛋白有關的抗原。出生顺序效应並不適用於首胎嬰兒發展成為同性戀者的情況；科学家们表示，他們的性取向可歸因於基因、產前激素、其他母體免疫反應——这些免疫反应也会影响脑部发育。如果當事男子是左撇子，那麽此一效果就不會適用於其身上。雷·布兰查德和安东尼·博格特在20世纪90年代发现了这一效应，布兰查德将其描述为「性取向研究中......的可靠流行學變量」。J.迈克尔·贝利和雅克·巴尔萨扎特表示，性取向如同出生順序效應所顯示的般，在很大程度上受到产前生物机制的影响，而不是社会化过程中的某些不明朗因素。

### 環境
在遺傳學當中，任何與基因無關的因子都可歸類為「環境影響」。然而，「环境影响」并不等同於社会环境對性取向發展的影响。許多跟社會環境和基因無關的生物性因子可以視作环境影响的一部分。比方說，产前发育有可能對性取向的形成有所影響:76。目前沒有實質性證據表明早期童年經歷、撫養方式、性虐待、生活事件會影響人的性取向。产后社会环境对性取向影响的假设十分薄弱，對於男性的情況而言更是如此。家長的態度可能會影響孩童會否公開表達自己的性取向。

### 專業機構的聲明
美國兒科學會於2004年表示：
儘管發展出某種性取向的原因尚是未明，但現有文獻和大多處於相關領域的學者都不把性取向視作一項選擇：人們並不能夠選擇成為異性戀者或同性戀者。研究者已提出各種有關性取向成因的理論。性取向很有可能不是某個特定因素所引致，它較有可能是一系列因素的共同作用所促成，包括基因、激素、環境。在近几十年来，專家們偏向支持有生物性基礎的理論。儘管人類各種性取向的起源尚留有爭議和不確定性，但並沒有科學證據顯示不正常的撫養方式、性虐待等生活事件會影響性取向。現有知識顯示，性取向通常在童年早期期間確立。
美国心理学会、美國精神醫學學會、國家社會工作者學會在2006年表示：
目前，科學界對於促使某人成為異性戀者、同性戀者、雙性戀者的特定因子尚沒有共識——這包括家長的性取向對於下一代的潛在生物性、心理性、社會性影響。不過現有證據顯示，絕大多數擁有男同性戀和女同性戀取向的成年人，都是由異性戀家長撫養成人；絕大多數由男同性戀和女同性戀家長撫養的孩童，最終會長大成為異性戀者。
英國皇家精神科醫學院在2007年表示：
尽管经过了近一个世纪的精神分析和心理学推测，但還是沒有实质性的证据支持撫養方式或童年经历會使得孩童形成异性恋或同性恋取向。看来，性取向在本质上是生物性的，是由遗传因子與早期宫內环境的相互影響决定的。因此性取向不是一項選擇，不過性行為卻明顯是個選擇。
美國精神醫學會在2011年表示：
沒有人知道異性戀、同性戀、雙性戀的形成原因。同性戀曾一度視作因惡劣的家庭互動或心理發展而形成。此一說法主要建基於偏見和錯誤資訊之上。
2007年9月26日，一份代表美国心理学会、加州心理学会、美國精神醫學會、國家社會工作者學會、國家社會工作者學會加州分部的法律簡報指出：
尽管许多研究已经探讨了遗传、激素、社会、文化對於性取向的潛在影響，但目前的結果尚不能使得科學家得出性取向（异性恋、同性恋、双性恋）是「由某項/某些因素決定」的結論。根據法院之友的评估，儘管當中一些研究有助促進對性取向發展的了解，但這不足以讓人就性取向的形成原因得出嚴謹的科學結論。不论是同性恋也好，双性恋也好，还是异性恋也好，結論也是如此。

## 改變性取向的嘗試
改變性取向的嘗試是指旨在將同性戀取向改變的方法。實施者可能會以行為技術、认知行为疗法、修復療法、精神分析等各種醫學、宗教、靈性手段去嘗試改變人的性取向。
主流心理健康专业组织都不認可或鼓勵任何改變性取向的嘗試，它們很多都發表了聲明，提醒專業人員和公眾應小心這些旨在改變性取向的療法。美國心理學會、美國精神醫學學會、美國諮商學會、美國社會工作人員協會、英國皇家精神科醫學院、澳洲心理學會都發表了這樣的聲明。
美國心理學會的性取向适当治疗對策工作小組（Task Force on Appropriate Therapeutic Responses to Sexual Orientation）在2009年發表了一份系統性綜述，當中研究了眾多經過同行評審，且有關改變性取向的文獻。該篇綜述總結道：
改變性取向的嘗試（SOCE）沒什麼可能成功之餘，同時會對當事人構成一些風險——此一結論跟SOCE從業者和提倡者的宣稱相反。尽管研究和临床文献都表明，同性的性和浪漫吸引力、感受、行為是人類正常且積極的性變異——不論當事人的性向认同為何，但本特别工作组的結論认为，接受SOCE的人群往往具有極度保守的宗教观点，這导致他们寻求各種改变自身性取向[的方法]。因此，对寻求SOCE的人的適當反應就是肯定性治療介入，這包括治療師對服務對象的接納、支持、理解；促使服务对象能夠正面应对、獲得社会支持、探索与发展出屬於自己的身份——當中不應把具體的性向認同結果強加於人。
泛美卫生局（世界卫生组织的南北美洲分部）在2012年發表聲明 ，於當中警告旨在「治癒」非異性戀性傾向的措施，因為該些措施的醫學執行理據欠奉，並對受影響人群的健康和福祉構成嚴重威脅；其還指出全球科學界和專業界的共識是「同性戀為人類性表象的正常和自然展現型式，不能夠遭視為一種病理現象」。泛美衛生組織還呼籲各國政府、學術機構、專業協會和媒體揭發此類實踐，並促進對性多元化的尊重。世界衛生組織附屬機構進一步指出，未成年的同性戀者時會被迫參與這些「治療」，剝奪其自由，有時甚至會要其在數月中孤獨地生活——多個聯合國機構已發現並報告了相關情況。泛美衛生組織建議譴責這種實踐，並指治療提供者應依據各國法律受到制裁和處罰，因為他們已違反衛生保健倫理原則，並違反國際共同維護的人權
同性戀研究及治療全國協會雖自稱為「为那些不希望擁有同性恋取向者提供希望的专业科学组织」，但他們不同意主流精神衛生界對LGBT迴轉治療的立場——他們既不同意其有效性低下，亦不同意有關「性取向是不可改變的非二元特質」的說法。 美國心理學會和英國皇家精神科醫學院對同性戀研究及治療全國協會表示關注，稱其立場沒有得到科學支持，同時亦會創造出一種容易滋生偏見和歧視的環境。

## 評估量度
由於研究者會採用不同的定義，且各個社會對性有着不同的規範，故此難以準確對性取向進行量化。

### 早期分類
1860年，卡尔·亨利希·乌尔利克斯私底下擇寫了一系列的小冊子，他在當中提出了把性取向分門別類的早期方案。該一分類只適用於男性，並將他們分為三大類：「dionings」、「urnings」、「uranodionings」。「urnings」可按其阴柔程度再細分。 該些分類與現今的「異性戀」、「同性戀」、「雙性戀」相對應。乌尔利克斯在該一系列的小冊子當中設定了一些用以判斷某名男子是否「urning」的問題。其分類的定義如下：
- Dioning：對應於現代的「異性戀」
- Urning：對應於現代的「同性戀」

Mannling：具有男性氣質的「Urning」
Weibling：具有女性氣質的「Urning」
Zwischen：兩種氣質皆具之的「Urning」
Virilised：在性行為上就像「Dioning」的「Urning」
- Urano-Dioning：對應於現代的「雙性戀」

歐洲最遲在19世紀晚期開始，便有人嘗試以連續體形式把人類性反應分類。柏林性學家马格努斯·赫希菲尔德在1896年提出了一套量度方法，當中以2個獨立的量表（同性戀[A]和異性戀[B]）去測量人們的性慾強弱。某個異性戀者可落在「A0、B5」；同性戀者則可能為「A5、B0」；「A0、B0」即為無性戀；認為兩性皆有強烈吸引力者則可能為「A9、B9」。

### 金賽量表
金賽量表，也稱為「同性戀 / 異性戀等級評定表」（Heterosexual–Homosexual Rating Scale），為一個於阿尔弗雷德·金赛等人擇寫的《男性性行為》（1948年）中首度提出的量表，其亦為《女性性行為》（1953年）的重心。此一量表是為了對抗當時將人二分成同性戀或異性戀的假設而制定。金賽等人確認了社會上很多人不是絕對的異性戀者或同性戀者，他們寫道：
我們的調查表明，許多人的性行為並不是非此即彼。當然有絕對同性戀者和絕對異性戀者，但是人口中相當多的一部分是兩類性行為都有。有人這一類性行為多，有人那一類多，也有人兩類相等。——金賽等人（1948年）
金賽量表根據某人在一段特定時間內的同性戀/異性戀經歷相對數量，抑或其生理反應，而把之在量表上分類。該一分類會把具有相近性史或反應史者分為同一類別，它的分類依據並非經歷或心理反應總量，而是是某人在過往跟同性戀/異性戀的關係。被評估者可落在以下類別：
| 等级 | 描述 |
| ---- | --- |
| 0    | 绝对异性戀：該人對於同性沒有心理反應，跟同性亦沒有使人性興奮或達至性高潮的身體接觸。                                                         |
| 1    | 主要异性戀/偶然同性戀：該人偶然有一二次導致生理或心理反應的同性性接觸，或偶然在沒有身體接觸的情況下產生心理反應。                            |
| 2    | 主要异性戀，同性戀比偶然稍多些：同性戀經歷或反應稍多些，或对同性的刺激產生相当肯定的反应。                                                   |
| 3    | 异性戀和同性戀取向相同：該人對於异性和同性皆具有同等的經歷或心理反应。                                                                       |
| 4    | 主要同性戀，异性戀比偶然稍多些：該人對同性有著較明顯的活動或心理反應，但同時亦具有稍多的异性戀經歷或反應，或对异性的刺激產生相当肯定的反应。 |
| 5    | 主要同性戀/偶然异性戀：該人在行為或反應上很接近同性戀者。                                                                                    |
| 6    | 绝对同性戀：該人在經歷或心理反應上皆為絕對的同性戀者。                                                                                       |

金賽量表因為不把性取向二分和為人類的性引入了新的觀點，而得到不少好評。但即使此舉使得性取向的分類更為準確，研究者仍很難判斷該把研究對象評為哪個等級。麥斯特與強生在比較男女同性戀的性反應時，發現很難按著金賽量表去把研究對象評分。他們認為有關困難在為對象的異性戀/同性戀經歷或反應的相對總量評分時尤其突出。他們亦表示難以為擁有大量同性/異性戀經驗的人評為2-4級。當某人有着大量的異性和同性戀經歷時，那麼就很難要其客觀評估兩者的相對數量。
韦恩里奇（Weinrich）等人和温伯格（Weinberg）等人對量表進行了批評，指它會將在其他性維度上存有差異者分為同一類。金賽在應用這個量表時，會把性取向的兩個維度納入考慮範圍當中——分別是公開的性經歷和性心理反應。若只考慮這兩個因素，那麼在分類時便會把很多有價值的資訊直接忽略掉。某個以同性反应为主的人異於另外一个反应相对较少但同性经验较多的人。而金賽只需把兩者分開量度，並把兩個等級分開列出，便可解決這道問題，避免資訊掉失。此外性的維度不只於這兩個，還有對象的吸引力、認同、生活方式等等。克萊因方格便有把量表缺失的維度納入其中。
最後，金赛量表亦不恰当地将异性恋和同性恋放在同一个量表上测量，使得人們要在當中進行取捨。於1970年代進行的研究顯示，與單一連續體相比，男性氣質與女性氣質更適合於結果上分開列出。若把兩者放在同一個量表，那麼在評價對象具有女性氣質時，就必須同時把對象評為男性氣質較少，反之亦然。但是若將兩者分開，那麼就可把測試對象同時評為十分男性化和十分女性化。把同性戀和異性戀在量表上分開亦有類近效果。若把兩者獨立測量，那麼就可以分別確定當事人有多大程度是異性戀者、有多大程度是同性戀者，而不需考慮如何平衡兩者。

### 克萊因方格
為了回應有關金賽量表只量度兩個性取向維度的批評，弗里茨·克萊因提出了一個量度多個性取向維度的量表——克萊因方格。克萊因於《雙性戀選項》（The Bisexual Option）一著中首度提出之。克萊因方格量度了7個性取向維度，每個維度細分為7級，並要测試对象按着自身在3个时段的情況去評分——過去（青少年早期至1年前）、現在（過去12個月內）、理想（自己想要怎樣的性取向）。

### 賽爾性取向評估
賽爾性取向評估是為了解決金賽量表和克萊因方格所面對的主要問題而提出。它以多維度、將同性戀和異性戀分開的方式去評估測試對象的性取向。賽爾性取向評估的提出者並不把之當作量度性取向的最佳方案，反認為它是為了促進有關探討而存在。
賽爾性取向評估包含了12道問題，當中6道聚焦於评估性吸引，4道聚焦於评估性行為，2道聚焦於性取向認同。在衡量同性戀的量表上，每一道問題都有一道對應的異性戀問題版本——它總共提供了六對這樣的問題。测試对象对這六对問題的回答將使得研究者大约了解其性取向。但有關結果可在聚焦於「反應」的情況下簡化為四種——跟同性戀 、異性戀、無性戀、雙性戀四種性取向相對應的反應。
賽爾認為，有關性吸引的問題為所有問題當中最重要的，因为性吸引比起性認同或性行为更能反映性取向的概念——他把性取向定義為「同性、異性、雙性或沒人在性上吸引自身的程度」。賽爾因为认同和行为跟性吸引和性取向有着密切关系，所以把前兩者视作補充資訊。尚沒有研究者對賽爾性取向評估作出重大批評，但其信度和效度則仍待更多研究評估。

### 評估上的困難
聚焦於性取向的研究很多都會使用量表去評估人們屬於哪個性取向群組。研究者會假設該些量表能夠確定測試對象的身份認同，以及把他們按性取向分門別類。但是由於性取向的定義十分含糊，所以很難根據量表去判斷某人的性取向。研究者在評估性取向時，一般會考慮當中的三大元素。以下舉出了一個例子，用以說明它们的潛在定义和评估方式：
| 元素   | 定義                                                                                           | 問題 |
| ------ | ---------------------------------------------------------------------------------------------- | --- |
| 性吸引 | 認為某種性別具吸引力；想跟一種或兩種性別者建立性關係，或戀愛為主，偶帶性接觸的關係             | 「你跟男性是否有過任何形式的浪漫關係？你跟女性是否有過任何形式的浪漫關係？」 |
| 性行為 | 「任何自愿与他人進行的性器官相關活动，當中須使人感到性興奮；没有性交或性高潮的經歷也包括在內」 | 「你有否跟同性發生過使自己達至性高潮的關係？」 |
| 性認同 | 个人选择，且受社会和历史因素约束的标签。當中社會會為那些性認同加添額外意義。                   | 「請從以下六個選項中選取一個形容自身：男同性戀者或女同性戀者；雙性戀者，但多半為男同性戀者或女同性戀者；同性戀與異性戀取向一樣的雙性戀者；雙性戀者，但多半為異性戀者；異性戀者；不知道、不確定。」 |

儘管性吸引、性認同、性行為皆為性取向的一環。不過人們在不同維度上定義自己時可能出現互相衝突的情況，「同性恋和异性恋行为在人們性史中的数量及佔比，跟其是否把自己标籖為双性恋者、同性恋者、异性恋者之間几乎没有一致的关系」。很多人會因為好奇、奇異感、社會壓力而認為某些人具吸引力，並與之發生性關係，但這不一定會反映其性取向。比方說，某名女性可能只會幻想或想跟其他女性發生性關係，但在行為上並沒有這樣做，並只跟異性發生性關係。如果以性吸引來判斷其性取向，那麼她就是同性戀者。但若只以行為來計，她就是異性戀者。
由於沒有研究指明哪個元素才是定義性取向的關鍵，故此研究者之間會因定義不同而得出相異的結論。萨文·威廉姆斯於2006年探討了這個問題，并指出如果有关性取向的调查结果都建基於某項元素之上，那麼研究者就無法實際掌握每個性取向的人口比例。例如，如果只以同性性行為來定義某人是否同性戀，那麼沒發生過性行為/只與異性發生性行為的同性戀者就不會納入統計之內。同時會誤把為其他理由而參與同性性行為，且在當中進入性興奮狀態的異性戀者納入其中。由于每个元素都不能涵蓋所有情況，所以應以謹慎態度閲覽他人的研究結果。
性取向的评估量表可用於確定不同性取向在人口中的普遍程度。有關同性恋人口的統計結果會因研究對象的年齡、性別、文化，以及所採用的性取向元素（性吸引、性行為、性認同）而異。對性吸引進行评估将得出同性恋人口的最大普遍程度。報稱受同性吸引的人，一般較報稱有過同性性行為，自認為男同性戀者、女同性戀者或雙性戀者的人口高出兩到三倍。此外報稱有過同性性行為的人口比例，一般高於自認為男同性戀者、女同性戀者或雙性戀者的人口比例。下图為顯示了上述差異的實際人口統計：
|                  | 吸引力 | 吸引力 | 行為 | 行為 | 身份認同 | 身份認同 |
| ---------------- | ------ | ------ | ---- | ---- | -------- | -------- |
| 國家：年齡組別   | 女性   | 男性   | 女性 | 男性 | 女性     | 男性     |
| 美國：青年人     | 6%     | 3%     | 11%  | 5%   | 8%       | 3%       |
| 美國：青壯年人   | 13%    | 5%     | 4%   | 3%   | 4%       | 3%       |
| 美國：成年人     | 8%     | 8%     | 4%   | 9%   | 1%       | 2%       |
| 澳洲：成年人     | 17%    | 15%    | 8%   | 16%  | 4%       | 7%       |
| 土耳其：青壯年人 | 7%     | 6%     | 4%   | 5%   | 2%       | 2%       |
| 挪威：青少年     | 21%    | 9%     | 7%   | 6%   | 5%       | 5%       |

人口統計上的差異反映了研究對象對性取向各個元素的反應有所不同，以及随着时间推移而出現的回应不稳定性。劳曼（Laumann）等人於1994年發現，美國有20%在一個元素上被視為同性戀的成年人，會在另外兩個元素上表達出同性戀取向，70%只於一個元素上被視為同性戀。此外，人类的性亦具有一定流动性，比方說性向认同可能会隨着时間而改变。黛蒙德於2003年發現，在7年跨度內，三分之二的女性至少一度改變自身的性向認同，當中很多人表示標籤不足以反映她們性與戀愛感受的多元性。此外，放弃双性恋和女同性恋認同的女性不會放棄同性的性，并承认自己有可能在將來認為同性具吸引力，並與之發生性行為。其中一名女性表示：「我主要是個直女，但我是那種會因適合條件而改變自身觀點的人」。因此，在一项研究中被归类为同性恋者的人，可能不會在另一項研究中再归类为同性恋者。最終很難確定誰是同性戀者、誰不是同性戀者，以及他們在人口中的比例。

#### 影響
人們会按着性取向的不同元素進行評估和參考，並得出相異的結論，繼而對現實世界產生影響。公众和政府机构對同性戀人口比例的了解會影響他們看待或对待这一群体的方式。比如若同性戀者只佔總人口的1%，那麼在政治上他們就很有可能受到忽視，政府亦可能會把其他少數群體視為較優先要處理的對象。如果人数相对较少，那么就很难證成以社区为基础的同性计划和服务、在大眾媒體中加入同性戀角色/演員、在學校建立同性戀/異性戀聯盟。因此，美國全國男同性戀者和女同性戀者特遣小組的主席布鲁斯·沃勒才會在1970年代透過社會上有13%男性、7%女性為同性戀者這個數字，來延續同性戀者佔總人口10%的迷思。沃勒把此一結果泛化，并在现代同性恋权利运动中採用之，以说服政治家和公众：「我们[男同性戀者和女同性戀者]无处不在」。

#### 潛在的解決方法
心理學家里奇·萨文-威廉姆斯在論文《誰是同志？這重要嗎？》（Who's Gay? Does It Matter?）當中提出了兩套用於測量性取向的方法，使得研究者能夠在發展出更準確、心理測量學上更合理、經過充分測試的定義之前，較為可靠地確定同性戀的人口比例、成因、影響。他首先提議應優先考慮吸引力和性興奮，而行為和認同則相對次要，因為前兩者不易受到自欺、他欺、社会狀態和意义變化所影響。為了量度吸引力和興奮程度 ，他建議開發和使用生物測量法。他表示已有許多量度性取向的生物/生理測量法，比如性兴奋、脑部扫描、眼球追蹤、体味偏好、像指长比和慣用手般的解剖学变化。及後萨文-威廉姆斯建議研究者完全放棄性取向的概念，只評估與調查問題有關的部分。比如：
- 透過量度性行為去評估性傳染病或HIV的傳播
- 透過量度性/浪漫吸引力去評估人際依附
- 透過量度性認同去評估政治意識形態

### 評估方法
常見評估方法有問卷、訪談、跨文化研究，量度興奮程度、性行為、性幻想。最常見的做法就是由研究對象向研究者報稱或標籖自身的性取向，其準確程度在很大程度上取決於研究對象能否正確表達自身的性取向。

#### 性兴奋
研究人类的性兴奋為了解男女之差及性取向的有效方法。在临床上，可能會用到陰莖或陰道光體積描記法去評估測試對象在面對不同的情色材料時，其性器官的充血情況。
一些研究性取向的研究者認為，有關測試的解讀並不能男女通用。一項研究發現，女性在分別觀看內有男女、女女、男男性行為的情色電影時，她們的性興奮模式並不像男性般，會跟所報稱的性取向那麼一致。換句話說，女異性戀者跟女同性戀者對情色電影所產生的性興奮，並不會因參與者的性別或性行為的類型而有顯著差異。男性的性興奮模式傾向於跟其所報稱的性取向一致，男異性戀者對女女性行為有著更高的興奮程度，並對男女性行為和男男性行為展現出較少程度的興奮；男同性戀者和雙性戀者对於男男性行为的場景有着較高的興奮程度，其他場景則為之帶來較少的興奮。
另一项有关男女性興奮模式的研究证实，男女之間有著與性取向無關的興奮模式差異。該一研究發現女性在觀看人類發生同性性行為、異性性行為、人類以外的動物進行交配時，其性器官都會出現興奮反應。男性則不會對動物的交配場面產生興奮反應；他們的性興趣跟其興奮模式存在一致性（男異性戀者對女性興奮，男同性戀者對男性興奮）。
一些科學家在2007年使用腦部掃描技術去進行性取向相關研究，結果發現异性恋者和同性恋者在看到自己喜欢的性别时都会有积极的反应，使用的腦區也是相同。杏仁核的活動水平為研究當中所發現的唯一显著差異。目前已知杏仁核有份參與调控恐惧的過程。

## 文化

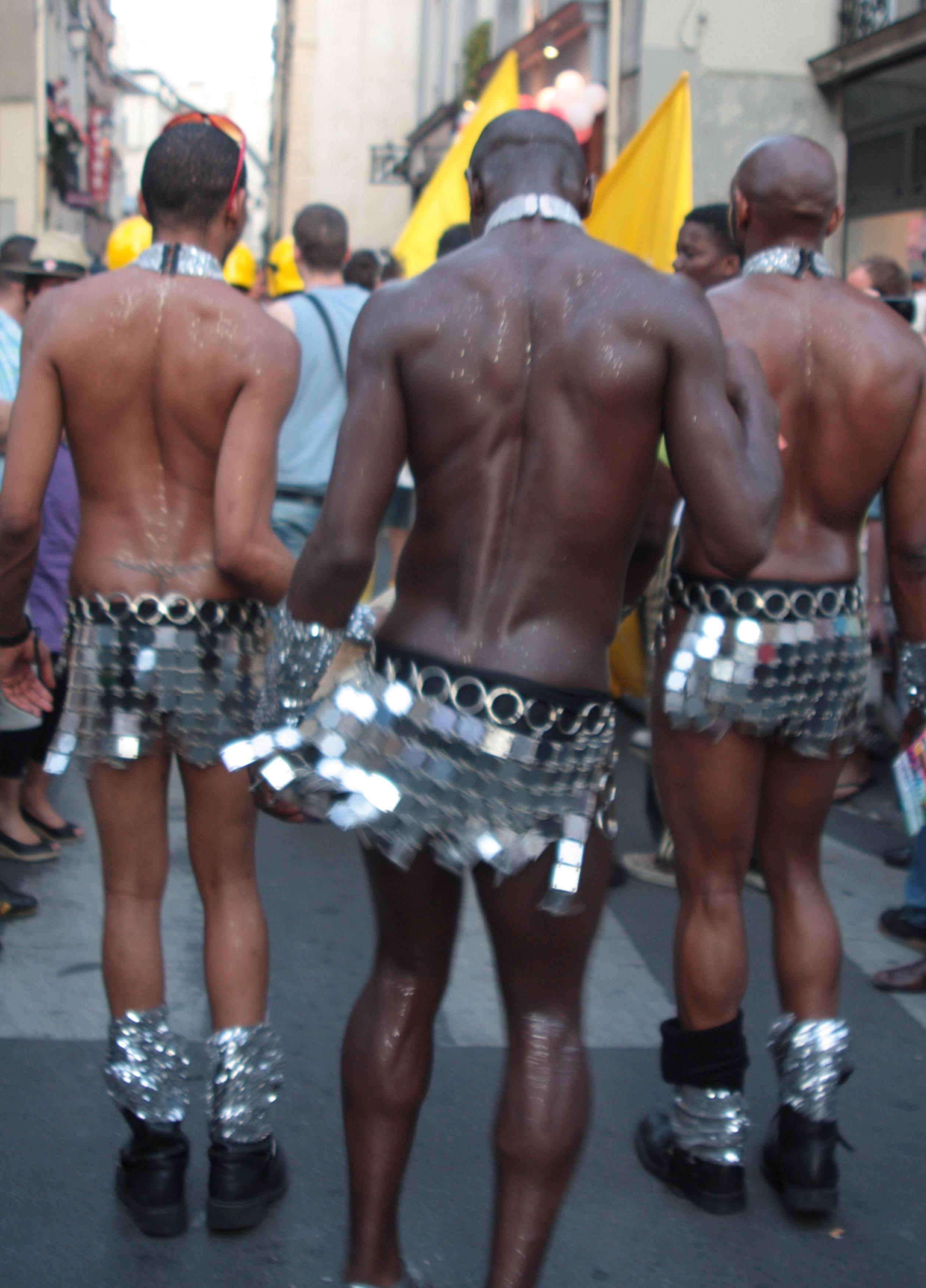
2009年，巴黎的同志驕傲遊行

研究表明，性取向為獨立於文化等社會因素而存在的事物，但人們可能因恐同/异性恋主义的社會環境，而在公開承認自己的性取向時面對一些阻礙。宗教、语言、民族传统等社会制度会大大影響人們對性取向的認知。文化因素可能会使性取向的测量过程變得复杂。大多有關LGBT的實証和臨床研究都以白人、中產階級、受過良好教育的樣本為對象；儘管也有一些研究以其他群體為研究對象，但它們在研究對象的性別和性取向多元性方面往往存有不足。對於LGBT人士而言，融合性取向跟社会文化认同可能是一項挑戰。人們可能會，但不一定會以性取向來定義自身的性認同，因為他們可能會經歷某種程度的性流動，或对其他身份有着更大的认同。美国文化非常强调個人特質，並認為自我是恆定不變的。相反，東亞文化則注重人們在社會階級中的角色，认为自我是流动可塑的。

### 語言
在比較不同文化時，翻譯往往是一大障礙。很多英語词汇在其他語言當中沒有同義詞，其他語言的概念和詞彙亦有不少在英语當中未能体现出来。翻译和词汇障碍不仅限于英语。语言可以迫使人們认同一个可能或不可能准确反映其真实性取向的标签。语言也可以用於向他人表達性取向。大眾媒體和社會組織會向大眾傳播各個性取向分類的意思。人們亦可能會使用新词去描述全新的性取向相關概念，或以之更好地描述各種性取向。也有一些字詞的意思會因性取向而改變，或因性取向而為人替換作另一些字詞。比如西班牙的「marido」（丈夫）和「mujer」（妻子）開始慢慢被更為中立的「cónyuges」或「consortes」（配偶）所取代。

### 认知
一些人可能會根據所認知到的特徵（比如外貌、衣着、声音、与其他人的相处表現、行为方式）去推定某人的性取向。在社交场合當中嘗試透過外在判斷別人性取向的舉動可稱為同志雷达——一些研究发现，與碰運气相比，以脸部照片为依據的猜测有着較高的準確度。2015年的研究表明，同志雷达只是利用LGBT刻板印象去推測別人性取向的同義詞，而臉型本身並不能準確反映人的性取向。
對別人性取向的推定可能會影響該人所受的待遇。比如，FBI在2004年表示，美國有15.6%向警方落案的仇恨犯罪「因性取向偏見而起」。英國在實施了《2003年就業平等（性取向）条例》之後，「不得因为工作者或求职者的性取向、所推定的性取向，或因为他们与某一特定性取向的人有联系，而给予他们较差的待遇」
在欧美文化中，传统规范、价值观、法律皆對異性戀有利——這包括婚姻和家庭结构。當地不少人正嘗試改變社會對LGBT人士的偏見，並通過立法保障他們受到平等待遇。
此外亦有不承認同性戀/異性戀/雙性戀區別的文化。它們常以性角色（主動/被動；插入/接受）來把人劃分。在這種劃分底下，「被动」通常与女性气质或自卑有关；「主動」則常跟男性气质或优越有关。 例如，对巴西一个小渔村的调查显示，當地會把男性在性上分為三類——只与男性发生性关系的男性（始终处于被动地位）、只與女性发生性关系的男性、與男女皆發生性關係的男性（始终处于主动地位）。雖然當地人認為扮演被動角色的男性應與另外的那些分類區分開來，但只與女性发生性关系的男性和與男女皆發生性關係的男性則不會作任何區分。

### 種族歧視與支援種族少數
在美国，非高加索人的LGBT人士可能會察覺自己為雙重小眾——他們既不被以高加索人為主的LGBT社群完全了解或接納，亦不被自己的族群所接受。很多曾處於主流LGBT社群的非高加索人，要面對因種族與性別雙重刻板印象結合而構成的歧視，比如亞裔美國LGBT人士於很多時候會被當作較為被動和女性化，而非裔美國LGBT人士則被當作較男性化，較具侵略性。美国有着不少專为特定文化而設的LGBT支援网络，專為越南裔美国酷兒女性而設的「Ô-Môi」便是一例。

### 宗教
性意識（Sexuality）在宗教的範疇時常是一個具有爭議性的話題，尤其在涉及「性傾向」的這方面。在過去，有些宗教，例如基督教、伊斯蘭教，對非男女性行為的「同性性行為」採取負面觀點，並有處罰同性親密關係的宗教規範，和對其迫害的歷史紀錄。
在現代，隨著科學知識的進步和對性傾向的了解，有越來越多的宗教和教派，對非異性戀者採取接納和寬容的觀點，接受非異性戀性傾向和宗教身份可相互兼容的詮釋。

### 互聯網與媒體
互聯網會在兩方面影響性取向：其能提供一個載體來讓人們產生有關性取向和性認同的話語，繼而促成民間的性觀念；它允許人們以匿名方式尋找性伴侶，促進人與人之間的交流和聯繫。

## 人口統計
當代科學調查顯示，不論文化背景如何，社會上大多數人都是異性戀者:8:9-10。雙性戀者則可能認為某種性別相對較有吸引力:8-9。與認為兩性有着同等吸引力相比，較多男性為絕對的同性戀者。女性則反之:8-9。
一糸列以西方文化為背景的研究顯示，平均而言，大約93%的男性和87%的女性自認為絕對的異性戀者，10%的女性及4%的男性自認「偏向於異性戀者」, 1%的女性及0.5%的男性自認為雙性戀者，0.4%的女性及0.5%的男性自認「偏向於同性戀者」，2%的男性和0.5%的女性自認為絕對的同性戀者。一項以67份研究為基礎的分析發現，男男性行為（不論性取向）的終生盛行率為3-5%（東亞）、6-12%（东南亚與南亚）、6-15%（东欧）、6-20%（拉丁美洲）。国际艾滋病联盟估計，全球有3-16%的男男性行为者。
同性戀或雙性戀的相對人口比例因調查方法和選擇標準而異。一項於1998年推出的報告表示，根據統計結果，美國有2.8-9%的男性、1-5%的女性為同性戀者或雙性戀者。
一少部分人認為任何人皆沒有性吸引力（無性戀）。一項2004年的研究顯示，約1%的人口為無性戀者。

### 金賽的數據
阿尔弗雷德·金赛等人在擇寫《金賽報告》的過程當中，要求研究樣本在量表上為自己的性取向評分。根據金赛等人的數據，很多人為某程度上的雙性戀者，即他們認為兩性都有某種程度的吸引力，不過大多仍偏向於某一種性別。金賽在收集數據時所用到的方法常為人詬病，比如他的人口樣本欠隨機性，包含過多監獄囚犯、男妓、自願參與禁忌性話題的人。不過金賽研究所的繼任主任保羅·格布哈特在去除有關數據後，得出结论，指出金賽的原始估計沒有顯著受到樣本問題影響。後世很多研究者認為，金賽因抽样方法存有缺陷，而高估了受到同性性吸引的實際數字:9:147。

## 社會建構
由於性傾向的複雜和多面向成份，所以一些研究者主張那是由歷史和社會建構下所誕生的產物，此一主張尤見於酷兒理論的研究者。1976年，歷史學家兼哲學家米歇爾·福柯在《性史》中提出，同性戀的概念在18世紀時並不存在，人們的認識對象只有「sodomy」（雞姦）這種性行為，而那在當時是一種常被忽視但會被嚴厲懲罰的刑事罪行。他指出「性（Sexuality）是一種因為工業革命和資本主義而產生的現代概念」。另有学者认为，古今同性戀之間有着明显的连续性。科學哲學家迈克尔·鲁斯表示，受福柯影响的建构主义方法主要以經過片面讀取的歷史記錄為依據，它們會把同性戀者的存在跟人們標籖或對待他們的方式混為一談。
在現今大多數社會，人們的性認同主要以其伴侶的性別為依據。但在一些社會當中，人們會把性角色（插入方還是受方）當作主要依據，並以之來定義性本身。在西方文化中，人们有意义地談論LGBT認同或社群。但在一些文化中，同性恋和异性恋的标签并不强调社會認同，或建基於性取向的社群歸屬。

## 延伸閲讀
- Brum, Gil, Larry McKane, & Gerry Karp, Biology: Exploring Life (John Wiley & Sons, Inc., 2nd ed. 1994), p. 663. ISBN 9780471600008. (About INAH-3.)
- De La Torre, Miguel A., Out of the Shadows, Into the Light: Christianity and Homosexuality (Chalice Press, 2009).
- Dynes, Wayne, ed., Encyclopedia of Homosexuality. New York & London: Garland Publishing, 1990.